# Isa lang ang hari
Isa lang ang hari è un film del 1965 diretto e sceneggiato da Armando Garces.
È un western filippino interpretato, tra gli altri, da Jess Lapid, Jun Aristorenas, Max Alvarado e Eddie Garcia

## Produzione
Il film, diretto e sceneggiato da Armando Garces, fu prodotto da Fernando Poe Jr. per la Tagalog Ilang-Ilang Productions
La pellicola vide la partecipazione di una giovane Gina Laforteza ad inizio carriera.

## Distribuzione
Isa lang ang hari è stato distribuito nel circuito cinematografico filippino il 13 dicembre 1965.